# Pepe Mena
José María Mena García (Talavera de la Reina, 28 de septiembre de 1978), más conocido como Pepe Mena, es un futbolista español que juega como delantero. Debutó en Primera División con el Celta de Vigo y actualmente milita en las filas de La Bañeza Fútbol Club, de [Primera Regional Aficionados].

## Trayectoria
Estuvo seis años en las categorías inferiores el Real Madrid, llegando a ser internacional con las selección española sub-16 y 18. Ha jugado en las categorías inferiores del Celta de Vigo, debutando en Primera división con el primer equipo. Fue el 26 de marzo de 2000 en el partido Betis 0 - 0 Celta.
En 2000 ficha por el Badajoz en Segunda división durante una temporada dónde no contó con demasiadas oportunidades a pesar de su calidad. En 2001 ficha por el Xerez Club Deportivo. En esa misma temporada marcó los dos goles que le dieron el ascenso a Segunda División frente al CD Toledo. En su última temporada en el Xerez jugó 38 partidos como titular y marcó 10 goles.
En la temporada 2005-06 fue uno de los fichajes del Deportivo Alavés, pero en el verano de 2006 se marchó cedido a la Unión Deportiva Almería. En la temporada 2007-2008 vuelve al Deportivo Alavés donde disputa una treintena de partidos logrando cuatro goles. Al año siguiente ficha por el FC Cartagena, donde será recordado por su gol en Alcoy frente al Alcoyano, que ayudó al F.C. Cartagena a ascender a Segunda división. Para la temporada 2009/10 se convierte en jugador del Real Jaén CF, marcando 11 goles en 36 partidos. en 2.ªB grupo IV.  En la temporada 2010-2011 estuvo en la Cultural y Deportiva Leonesa, de nuevo 11 goles en 28 partidos. Su siguiente equipo fue el Club Polideportivo Cacereño.
Para la temporada 2012-2013 firma contrato con UD San Sebastián de los Reyes de la Segunda División B.
La temporada 2013-2014 jugó en el C.F. Talavera de la Reina, equipo de Tercera División.
Finalmente militó en las filas del CD Virgen del Camino, equipo también de Tercera División de España.
Su etapa como entrenador comienza en el Puente Castro F.C. dirigiendo al juvenil B en la temporada 2017/18. Tras cumplir los objetivos marcados por el club renueva para la temporada 2018/19 cumpliendo también todos los objetivos marcados. 
En junio de 2019 se le presenta como entrenador del Olímpico de León femenino que milita en la segunda División nacional femenina grupo V.
En la Temporada 2021/22,entrena al equipo La Bañeza Fútbol Club, que milita en la primera División regional aficionado.

## Clubes
| Club                          | País                | Año                 | Partidos | Goles |
| ----------------------------- | ------------------- | ------------------- | -------- | ----- |
| Córdoba CF                    | España              | 1997-1999           | 8        | 0     |
| Celta de Vigo                 | España              | 1999-2001           | 6        | 1     |
| CD Badajoz                    | España              | 2000-2001           | 2        | 1     |
| Xerez CD                      | España              | 2001-2005           | 184      | 47    |
| Deportivo Alavés              | España              | 2005-2006           | 11       | 0     |
| UD Almería                    | España              | 2006-2007           | 18       | 2     |
| Deportivo Alavés              | España              | 2007-2008           | 30       | 4     |
| FC Cartagena                  | España              | 2008-2009           | 31       | 6     |
| Real Jaén CF                  | España              | 2009-2010           | 37       | 11    |
| Cultural Leonesa              | España              | 2010-2011           | 28       | 11    |
| CP Cacereño                   | España              | 2011-2012           | 32       | 9     |
| UD San Sebastián de los Reyes | España              | 2012-2013           | 27       | 4     |
| CF Talavera de la Reina       | España              | 2013-2015           |          |       |
| CD La Virgen del Camino       | España              | 2015-2017           |          |       |
| Total en su carrera           | Total en su carrera | Total en su carrera | 415      | 96    |

(Incluye partidos de 1.ª, 2ª, 2ªB, Copa del Rey, Copa Intertoto y Promoción de ascenso a 2ª)

## Palmarés

### Copas internacionales
| Título         | Club                | País                                  | Año  |
| -------------- | ------------------- | ------------------------------------- | ---- |
| Copa Intertoto | R. C. Celta de Vigo | Vigo (España) San Petersburgo (Rusia) | 2000 |

### Copas nacionales
| Título                             | Club      | País   | Año     |
| ---------------------------------- | --------- | ------ | ------- |
| Liga de Segunda División B 2008-09 | Cartagena | España | 2008-09 |